# Chevanceaux
Chevanceaux is een gemeente in het Franse departement Charente-Maritime (regio Nouvelle-Aquitaine). De plaats maakt deel uit van het arrondissement Jonzac. Chevanceaux telde op 1 januari 2022 1.087 inwoners.

## Geografie
De oppervlakte van Chevanceaux bedroeg op 1 januari 2022 21,77 vierkante kilometer; de bevolkingsdichtheid was toen 49,9 inwoners per km².
De onderstaande kaart toont de ligging van Chevanceaux met de belangrijkste infrastructuur en aangrenzende gemeenten.

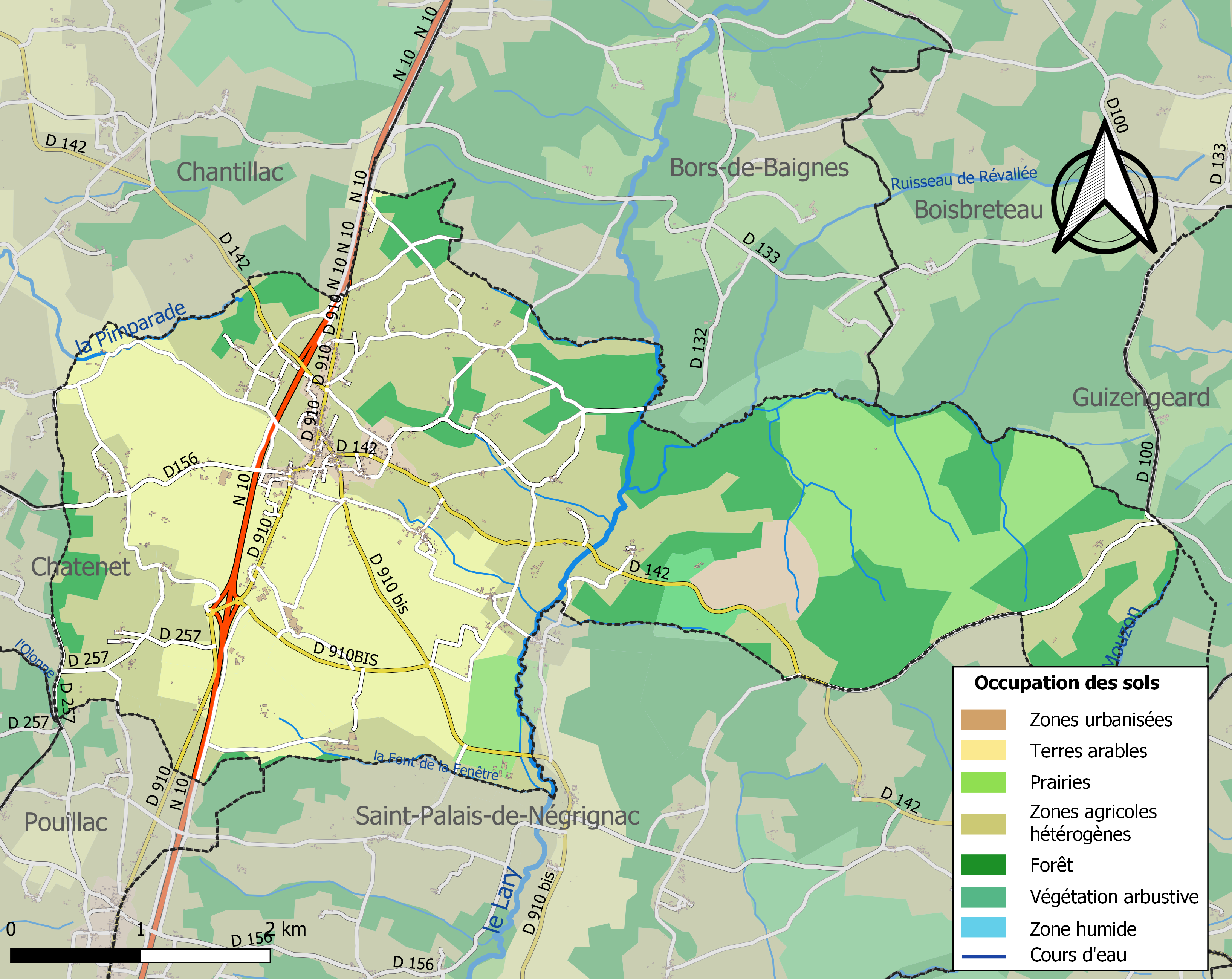

## Demografie
Onderstaande figuur toont het verloop van het inwonertal (bron: INSEE-tellingen).